# Andrew Lincoln
Andrew James Clutterbuck (n. 14 septembrie 1973), cunoscut sub numele de scenă Andrew Lincoln, este un actor englez, cunoscut pentru interpretarea unor roluri în serialele de televiziune This Life, Teachers și Afterlife sau în filmele Pur și simplu dragoste și L'Arnacoeur. 
Începând cu anul 2010, Lincoln interpretează rolul protagonistului Rick Grimes din serialul TV produs de canalul AMC, The Walking Dead. Lincoln a părăsit distribuția serialului The Walking Dead în 2018, însă a reluat rolul în episodul final al serialului și în spin-off-ul The Walking Dead: The Ones Who Live difuzat în 2024.

## Prima parte a vieții
Lincoln s-a născut în Londra din mamă sud-africană, o asistentă medicală, și tată britanic, un inginer civil. A crescut în Hull si s-a mutat la Bath când avea zece ani. După ce a terminat studiile la Beechen Cliff School, a frecventat cursurile Academiei regale de artă dramatică, unde și-a schimbat numele din Clutterbuck în Lincoln. El a crescut cu un frate mai mare, Richard Clutterbuck, cel care a fondat Bristol Free School în 2011.

## Carieră

### Actor
Lincoln a debutat ca actor în "Births and Deaths", un episod din 1994 produs de Channel Four al sitcom-ului Drop the Dead Donkey.
Primul său rol mai important a fost Edgar "Egg" Cook, unul dintre personajele principale din drama de succes produsă de BBC This Life (1996–1997). El a interpretat rolul profesorului stagiar Simon Casey  în sitcomul produs de Channel Four Teachers (2001–2003) și rolul psihologului și profesorului universitar Robert Bridge în serialul Afterlife (2005).
Lincoln a apărut și în câteva filme artistice, printre care Human Traffic (1999) și Pur și simplu dragoste (2003).
În 2009 el a apărut în Parlour Song. El s-a întors înapoi în Anglia după filmările în Africa de Sud la serialul de televiziune produs de Sky One: Strike Back. De asemenea, el a apărut alături de Vanessa Paradis în filmul francez L'Arnacoeur..
În aprilie 2010 Lincoln a fost distribuit în rolul Rick Grimes, în serialul de televiziune post-apocaliptic adaptat după banda desenată The Walking Dead și a vorbit despre acest proiect la San Diego Comic-Con International 2010.

### Regizor
Lincoln a regizat două episoade în sezonul trei al seriei Teachers.

## Viață personală
Pe 10 iunie 2006, s-a căsătorit cu Gael Anderson, fiica muzicianului Ian Anderson din trupa rock Jethro Tull. În timpul nunții, Apple Martin (fiica actriței Gwyneth Paltrow cu Chris Martin, chitaristul trupei de piano-rock Coldplay) a fost domnișoara de onoare.

## Filmografie
| Televiziune  | Televiziune                   | Televiziune                | Televiziune                             |
| An           | Titlu                         | Rol                        | Note                                    |
| ------------ | ----------------------------- | -------------------------- | --------------------------------------- |
| 1994         | Drop the Dead Donkey          | Terry                      | 1 episod "Births and Deaths"            |
| 1995         | N7                            | Andy                       | Pilot, spin-off al The Nick Revell Show |
| 1996         | Over Here                     | Caddy                      | miniserial TV                           |
| 1996         | Bramwell                      | Martin Fredericks          | Episodul 2.3                            |
| 1996–1997    | This Life                     | Edgar "Egg" Cook           | Personaj principal, 32 episoade         |
| 1997         | The Woman in White            | Walter Hartright           | Drama serial                            |
| 1999         | Mersey Blues                  | Narrator                   | Miniseries                              |
| 2000         | Bomber                        | Capt. Willy Byrne          | Drama serial                            |
| 2000         | A Likeness in Stone           | Richard Kirschman          | Drama serial                            |
| 2001–2003    | Teachers                      | Simon Casey                | Series regular, 20 episoade             |
| 2003         | Trevor's World of Sport       | Mark Boden                 | Episode 1.1                             |
| 2003         | State of Mind                 | Julian Latimer             | miniserial TV                           |
| 2003         | The Canterbury Tales          | Alan King                  | 1 episod, The Man of Law's Tale         |
| 2004         | Holby City                    | Boyfriend of Hep.C patient | 1 episode "Letting Go"                  |
| 2004         | Whose Baby?                   | Barry Flint                | Drama serial                            |
| 2004         | Lie with Me                   | DI Will Tomlinson          | TV miniseries                           |
| 2005–2006    | Afterlife                     | Robert Bridge              | Personaj principal, 14 episoade         |
| 2007         | This Life + 10                | Edgar "Egg" Cook           | One-off                                 |
| 2009         | The Things I Haven't Told You | DC Rae                     | Pilot                                   |
| 2009         | Wuthering Heights             | Edgar Linton               | serial de televiziune                   |
| 2009         | Moon Shot                     | Michael Collins            | film de televiziune                     |
| 2010         | Strike Back                   | Hugh Collinson             | miniserial de televiziune               |
| 2010-prezent | The Walking Dead              | Rick Grimes                | personaj principal                      |

| Film | Film                      | Film               | Film                               |
| An   | Film                      | Rol                | Note                               |
| ---- | ------------------------- | ------------------ | ---------------------------------- |
| 1995 | Boston Kickout            | Ted                |                                    |
| 1998 | Understanding Jane        | Party Stonehead 1  |                                    |
| 1999 | A Man's Best Friend       | Man                | Film scurt                         |
| 1999 | Human Traffic             | Felix              |                                    |
| 2000 | Gangster No. 1            | Maxie King         |                                    |
| 2000 | Offending Angels          | Sam                |                                    |
| 2003 | Pur și simplu dragoste    | Mark               |                                    |
| 2004 | Enduring Love             | TV Producer        |                                    |
| 2006 | These Foolish Things      | Christopher Lovell |                                    |
| 2006 | Comme t'y es belle!       | Paul               | English title; 'Hey Good Looking!' |
| 2006 | Scenes of a Sexual Nature | Jamie              |                                    |
| 2010 | Heartbreaker              | Jonathan           | French title; 'l'arnacoeur'        |
| 2010 | Made in Dagenham          | Mr. Clarke         |                                    |